# Johann vom Diecke
Johann vom Diecke, auch Johann van Dyck (* 1585 in Westfalen; † 16. März 1652 in Lübeck) war Kaufmann und Ratsherr der Hansestadt Lübeck.

## Leben
Der nach Lübeck zugewanderte vom Diecke war 1622 Vorsteher des Lübecker Waisenhauses und 1634 Kirchenvorsteher der Petrikirche. 1640 wurde er in den Lübecker Rat gewählt. Nach seinem Tod erhielt er in der Petrikirche ein Epitaph gesetzt. Fast die gesamte Ausstattung dieser Kirche ging beim Luftangriff auf Lübeck 1942 verloren. Seine Wappengrabplatte in dieser Kirche ist mit Inschrift dokumentiert, aber derzeit nicht nachweisbar.